# Grad Ruurlo
Grad Ruurlo je grad in posestvo, ki se nahaja v občini Berkelland, južno od vasi Ruurlo v nizozemski provinci Gelderland. Je del nacionalno zaščitenega kompleksa zgodovinskega podeželskega posestva, registriranega od leta 2010.

## Zgodovina
Že leta 1134 se pojavljajo ljudje z imenom Roderlo. Grad Ruurlo pa je bil izrecno omenjen leta 1326, ko je v njem živel Štefan (Steven) Roderlojski. Po izumrtju družine Roderlo, je grad leta 1420 kupila plemiška rodbina gospodov Hekerenskih (Van Heeckeren).
V naslednjih stoletjih je bilo izvedenih veliko prenov. Prav tako je grad vsaj dvakrat popolnoma pogorel, kar je pomenilo, da ga je bilo treba znova zgraditi. Sedanji grad, opečnati gradič ali dvorec, ki je v celoti obdan z jarki, je svojo sedanjo obliko dobil leta 1572. Rodbina Hekerenskih je grad Ruurlo zaradi dolgov izgubila leta 1686, ko je postal last družine Schimmelpenninck van der Oye. 
Leta 1727 je Jakob Derk Hekerenski in Lyndenski ponovno kupil grad. Baroni Hekerenski so v gradu živeli do leta 1976, ko je umrla baronica Georgine Heeckerenska Kellska - Limburško Stirumska. Leta 1978 je lastnica stavbe in okoliškega parka postala občina (za 750.000 guldnov). Med leti 1982-83 je potekala obnova gradu. Od leta 1984 naprej je služil kot mestna hiša v Ruurlu. Zaradi združitve občine z Borculom, Eibergenom in Neede-jem leta 2005 je grad izgubil svoj takratni namen. Leta 2013 je grad in krajinski park kupil Hans Melchers ter ga dal temeljito obnoviti. Od leta 2017 je del muzeja MORE.

## Prenove
Ker je bil grad v preteklih stoletjih v nenehni gradnji, je stavba sestavljena iz mešanice arhitekturnih slogov. Srednjeveško zidanje se je ohranilo, zlasti v kleti. Skoraj celotna leva stran gradiča izvira iz 16. stoletja, veliki kvadratni stolp pa je svojo sedanjo obliko dobil leta 1572. Samostojni stolp na zadnji strani je bil dodan v začetku 17. stoletja, zid na tej strani pa je v 19. stoletju dobil nove zatrepe. Pomembni deli notranjosti izvirajo iz gradiča De Voorst, ki jo je zgradil Arnold Joost van Keppel in je bila v 19. stoletju preseljena v Ruurlo.
Malo pred obnovo v zgodnjih osemdesetih letih prejšnjega stoletja je bil grad prizorišče televizijske serije " De Zevensprong " (Sedem skokov), ki je temeljila na knjigi Tonkeja Dragta. Turistična pisarna v Ruurlu je zdaj organizirala tudi kolesarski izlet skozi vas s temo "De Zevensprong". "Jonker Joostpad" je še ena pešpoti/kolesarska pot okoli gradu, na kateri Jošt  Heeckerenski, graščak in grajski gospodar iz 16. stoletja, govori o lokalni dediščini. Grad je priljubljeno prizorišče za poroke. Leta 2003 je bila ob gradu obnovljena oranžerija iz leta 1879, ki služi kot čajnica in se oddaja v najem za posebne priložnosti.
Od leta 2013 sta bila tako grad kot urejen park temeljito prenovljena. Čez vodo do vhoda v grad je bil zgrajen nov most. Lesena tla dvoran odražajo stropne poslikave. Nekatere poslikave na tramovih v zgornjem nadstropju so še vedno originalne.

## Muzej
Leta 2017 je takratni in sedanji lastnik, Hans Melchers, uresničil svoje načrte o ustanovitvi muzeja Carela Willinka v gradu, kjer bi razstavljal slike Carela Willinka. To je druga lokacija muzeja MORE. Grad Ruurlo je za javnost odprt od 27. junija 2017.
Leta 2024 je bila v gradu razstava Koosa Busterja.